# Hanley Ramírez

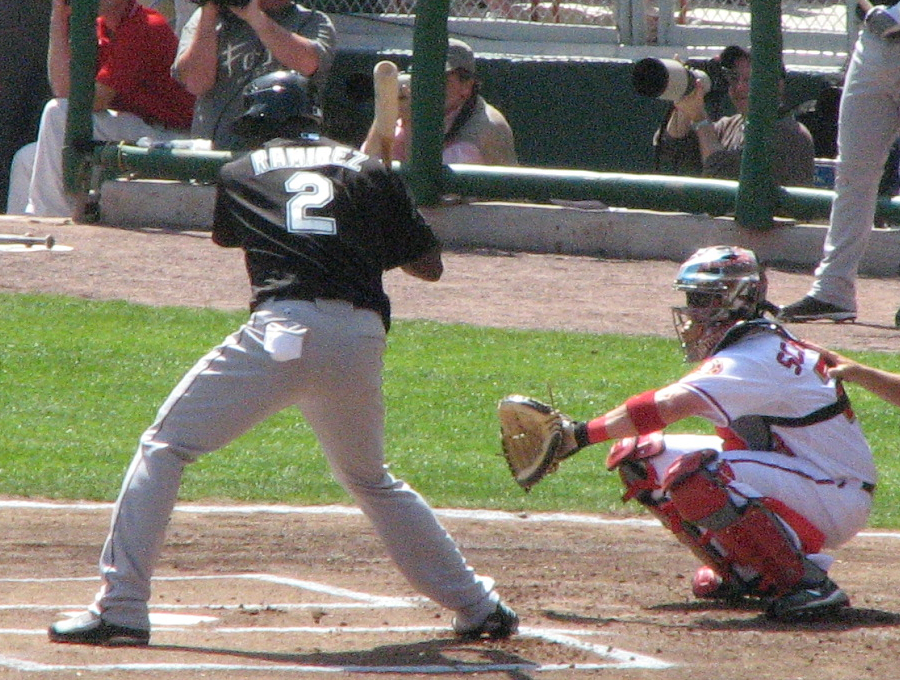
Ramírez bateando para los Marlins en 2007.

Hanley Ramírez (Samaná, 23 de diciembre de 1983) es un shortstop dominicano de Grandes Ligas, que ha jugado para los Boston Red Sox, Los Angeles Dodgers, Miami Marlins, y Cleveland Indians.
Ramírez fue seleccionado como el Novato del Año de la Liga Nacional en 2006 por la Baseball Writers Association of America.
En 2009, Ramírez ganó el título de bateo de la Liga Nacional y es un tres veces All-Star. Además, terminó segundo en el Derby de Jonrones 2010.

## Primeros pasos: de Boston a Florida
Ramírez firmó con los Medias Rojas de Boston como agente libre internacional en julio de 2000. Fue descubierto por los scouts y fue considerado el mejor prospecto en la organización de los Medias Rojas de Boston. Fue cambiado a los Marlins de Florida en 2005, junto con Aníbal Sánchez por Josh Beckett, Mike Lowell y Guillermo Mota.

## Florida Marlins

### Temporada 2006
Durante los entrenamientos de primavera en 2006, Ramírez estuvo lo suficientemente impresionante como para ganarse el puesto de torpedero titular de los Marlins sobre otro candidato, el torpedero Robert Andino. Ramírez encabezó a todos los novatos de Grandes Ligas con 185 hits, 119 carreras anotadas, 11 triples y 51 bases robadas. Bateó 7 jonrones como primer bate, la mayor cantidad en la historia del equipo por una temporada y la carrera de un beisbolista.
Los 46 dobles de Ramírez en la temporada 2006 estableció un récord de todos los tiempos por un campocorto de 22 años de edad o menos en la Liga Nacional. Es el primer novato de la Liga Nacional en anotar 110 o más carreras y robar 50 o más bases. Se convirtió en el quinto jugador de Grandes Ligas desde 1900 en batear 45 o más dobles y robar 45 o más bases, uniéndose a los Salones de la Fama Ty Cobb, Tris Speaker y Lou Brock. Terminó la espectacular temporada ganando el Novato del Año. Debido a que no acumuló 130 turnos al bate en las Grandes Ligas o pasó 45 días en el roster de los Medias Rojas fue elegible para el premio.

### Temporada 2007
Ramírez siguió con los mismos brios en su segunda temporada. El cada vez mejor joven estrella, quien se refirió a Ryan Howard cuando se le preguntó acerca de la mala suerte del segundo año en el béisbol, y que él estaba bateando .331 con 14 jonrones y 35 carreras impulsadas junto con 27 robos durante la pausa del Juego de Estrellas 2007. A pesar de sus grandes números, Hanley se quedó fuera del roster del equipo All-Star detrás del titular José Reyes y el reserva J.J. Hardy, sorprendió a muchos escritores.
El mánager de los Marlins Fredi González experimentó con Ramírez colocándolo como número tres en la alineación, bateando delante de Mike Jacobs cuando los Marlins tenía la mayoría de sus jugadores lesionados. González cree que Ramírez puede estar un medio de la alineación a pesar de su velocidad, ya que batea con poder.
En un juego contra los Rojos de Cincinnati el 22 de julio de 2007, Ramírez extendió demasiado el hombro cuando trataba de batear un lanzamiento en la esquina inferior enviado por el lanzador derecho Bronson Arroyo. Fue sacado del campo y se determinó que sufrió una dislocación parcial del hombro izquierdo. Ramírez ha tenido un historial de problemas con el hombro. En la temporada 2006, se perdió cinco partidos por un problema similar luego de tratar de batear un lanzamiento descontrolado.
En 154 juegos Ramírez bateó para.332 con 29 jonrones, 81 carreras impulsadas, 125 carreras anotadas y 51 robos. Estuvo a solo un jonrón de convertirse en el tercer jugador en la historia del béisbol en conectar 30 o más jonrones y robarse 50 o más bases en la misma temporada. Ramírez lideró la Liga Nacional en Valor de un Pelotero Sobre su Reemplazo (Value Over Replacement Player o VORP).
Después de finalizar la temporada, Ramírez se sometió a una cirugía artroscópica para reparar su hombro izquierdo lesionado.

### Temporada 2008
Entrando a la temporada 2008, Ramírez estaba considerado como la cara de la franquicia después de que los Marlins negociaran a los All-Stars Miguel Cabrera y Dontrelle Willis a los Tigres de Detroit a cambio de Cameron Maybin, Andrew Miller, Mike Rabelo, Eulogio de la Cruz, Dallas Trahern y Burke Badenhop. Ramírez también contribuyó con los Marlins, ganando un lugar como el torpedero regular de la Liga Nacional del Juego de Estrellas por primera vez en su carrera.
Además, Ramírez acordó una extensión de contrato por seis años y $70 millones de dólares, siendo el contrato más grande en la historia de los Marlins, además, convirtiéndose en el rostro de la franquicia a través del nuevo estadio en 2012. MLB.com informó que Ramírez recibiría $23.5 millones en su año de arbitraje de 2009 hasta 2011, $15 millones en 2012, $15.5 millones en 2013 y $16 millones en 2014. No hubo cláusula de no cambio.
Ramírez fue seleccionado el Jugador del Mes de la Liga Nacional en junio. Estaba bateando .298 con seis dobles, un triple y diez jonrones. Lideró la Liga Nacional en tres categorías: jonrones, carreras anotadas y bases totales. Se había especulado que él podría haber asegurado un lugar en el club 40-40 logrado por otros más incluyendo al dominicano Alfonso Soriano en 2006; terminó la temporada con 33 jonrones y 35 bases robadas.
En julio, Ramírez fue seleccionado para su primer Juego de Estrellas en el Yankee Stadium, votado por los fanes como campocorto de la Liga Nacional. Se fue de 3-2 con dos sencillos y una carrera anotada en el Juego de Estrellas de 2008.
Ramírez conectó su jonrón 30 de la temporada el 13 de septiembre y se unió a Preston Wilson como los únicos jugadores de los Marlins en convertirse en miembros del club 30-30.

### Temporada 2009

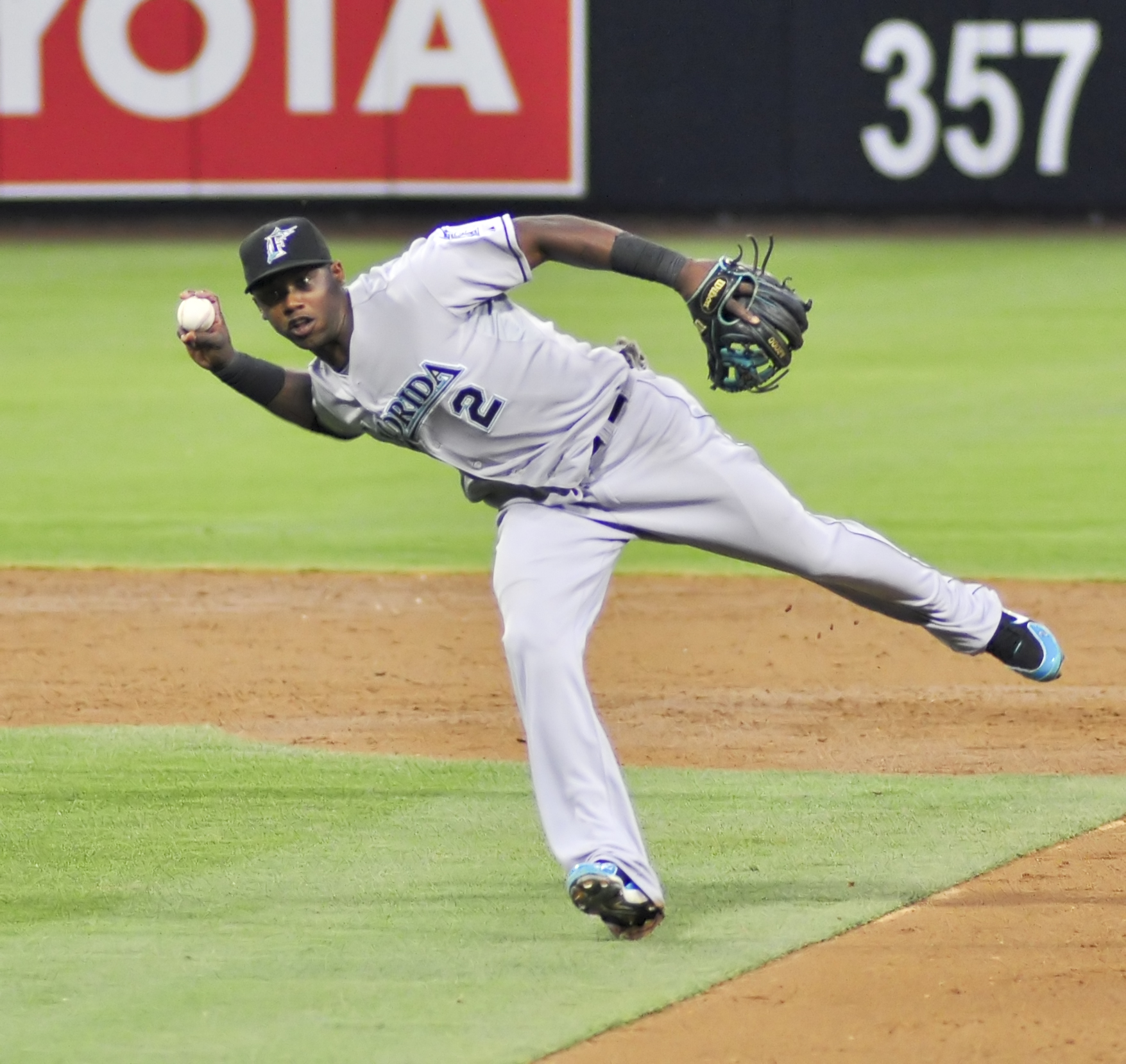
Ramírez en 2009.

El 24 de febrero de 2009, el Miami Herald informó que Ramírez sería movido de primer a tercer bate en la alineación. Ramírez jugó en el Clásico Mundial de Béisbol en representación de su natal República Dominicana.
Durante un partido del 6 de abril de 2009 de la temporada regular contra los Nacionales de Washington, Ramírez conectó su primer grand slam contra el relevista Steven Shell.
El 5 de julio de 2009, Ramírez fue el torpedero titular de la Liga Nacional para el Juego de Estrellas de ese año.
El 6 de septiembre contra los Nacionales, Ramírez conectó el centésimo jonrón de su carrera, convirtiéndose en el cuarto campocorto en llegar más rápido a esa hazaña en relación con partidos jugados después de Álex Rodríguez, Nomar Garciaparra, y Ernie Banks.
Con un promedio de bateo de.342, Ramírez ganó su primer título de bateo.
Ramírez registró 106 carreras impulsadas (6.º en la Liga Nacional), se robó 27 bases (6.º en la Liga Nacional), y anotó 101 veces (8.º en Liga Nacional). Ganó el premio Bate de Plata como campocorto, y quedó en segundo lugar detrás de Albert Pujols para MVP de la Liga Nacional.

### Temporada 2010
Ramírez bateó su primer jonrón de la temporada 2010 el 8 de abril contra John Maine.
En el mes de abril, Ramírez bateó para.279 con dos jonrones, 7 carreras impulsadas, 2 robos y 11 carreras anotadas.
El 17 de mayo en un partido contra los Diamondbacks de Arizona, Ramírez fue golpeado en el tobillo por una pelota de foul en su primer turno al bate. Parecía como si estuviera un poco de dolor, pero se mantuvo en el juego. Más adelante, fildeó una pelota rodada realizando una doble matanza para terminar la entrada mientras poco a poco corría a primera base. En la siguiente entrada, con corredores en primera y segunda, un batador de los Diamondbacks dio un batazo profundo al jardín izquierdo. Ramírez corrió a atraparlo. No lo hizo, y cuando cayó al suelo, sin darse cuenta Ramírez le dio una patada a la pelota mandándola esquina del jardín izquierdo. Ramírez corrió todo el camino de vuelta mientras los corredores avanzaban. Dos de los tres corredores terminarían anotando y el otro terminó en la tercera base. El entonces mánager de los Marlins Fredi González removió a Ramírez del juego, y una guerra de palabras llevó a Ramírez a la banca para el próximo partido. En su primer partido contra los Cardenales de San Luis, Ramírez se fue de 5-3 con una impulsada. Un mes más tarde, Fredi González fue relevado de sus funciones.
En el mes de mayo, Ramírez terminó bateando para.308 con seis jonrones, 19 carreras impulsadas, 4 bases robadas, y 17 anotadas.
El 6 de junio, el mánager Fredi González decidió el orden de bateo de los Marlins. Ramírez fue colocado como primer bate de la alineación por primera vez desde 2008. Terminó 2-0, pero también tomó tres boletos en el juego. Fue trasladado de nuevo al tercer puesto al día siguiente.
En junio, Ramírez bateó para .296 con cuatro jonrones, 25 carreras impulsadas, 9 robos y 17 anotadas.
Ramírez fue votado como titular para el Juego de Estrellas por tercer año consecutivo. También fue elegido para participar en el derbi de Jonrones State Farm, por primera vez en su carrera. En el Derbi, quedó en segundo lugar detrás de David Ortiz de Boston.
Ramírez, pasó al puesto de primer bate cuando Chris Coghlan estaba lesionado, se esforzó en julio, bateando .242, con un jonrón, cuatro remolcadas, 6 bases robadas y 12 carreras anotadas.
Ramírez conectó su jonrón 25 como primer bate y su primer hit walk-off el 7 de agosto contra los Cardenales. Vino al bate en la parte inferior de la 10.ª entrada con un hombre en primera base, bateando finalmente un doble walk-off entre el jardín derecho y central para poner fin a cinco derrotas en fila de los Marlins.
Ramírez estuvo caliente todo el mes de agosto, bateando .359 (3.º en la Liga Nacional) con seis jonrones, 13 empujadas, 7 robadas y 25 carreras anotadas (2.º en la Liga Nacional).
El 15 de septiembre en un juego contra los Filis de Filadelfia, a Ramírez se le agravó una lesión en el codo que sufrió a principios de temporada. Trató de volver a jugar una semana más tarde, pero después de un juego, todavía estaba adolorido y no jugó para el resto de la temporada. Terminó el 2010 con un promedio de bateo de .300, 21 jonrones, 76 carreras impulsadas, 32 robos y 92 carreras anotadas.

### Temporada 2011
Ramírez se ha desempeñado bien en sus niveles habituales en 2011. El 20 de junio, Ramírez estuvo bateando apenas 200 con solo cuatro jonrones y 17 impulsadas. Sin embargo, elevó sus estadísticas hasta .243 con ocho jonrones y 37 impulsadas para el 9 de julio. La gente comentó que la llegada del mánager interino Jack McKeon (quien se desempeñó como mánager de los Marlins desde 2003 hasta 2005 y los llevó a una victoria de Serie Mundial en 2003) ayudó a Ramírez a mejorar sus estadísticas. Ramírez se lesionó después de tratar de hacer una gran atrapada en un juego contra los Mets de Nueva York el 2 de agosto, agravando una lesión en el hombro que venía trayendo desde 2010. Se perdió el resto de 2011, sólo jugó en 92 partidos, y necesitando una cirugía en la temporada baja. Terminó la temporada con un promedio de bateo de .243, 10 jonrones, y 45 remolcadas.
Durante la temporada baja de los Marlins, en su etapa de renovación, el equipo adquirió al campeón de bateo de la Liga Nacional el campocorto dominicano José Reyes. Ramírez inicialmente acordó pasar a la tercera base para dar cabida a Reyes, pero luego cambió de opinión solicitando un canje a otro equipo que necesitara un campocorto. Antes de los entrenamientos de primavera de 2012, el nuevo mánager de los Marlins Ozzie Guillén convenció a Ramírez de que esperara y jugara la tercera base. Ramírez, una vez más estuvo de acuerdo para cambiar en cambiar de posición.

## Vida personal
Ramírez tiene dos hijos. Su primer hijo, Hanley Ramírez Jr., nació el 15 de septiembre de 2004. Su esposa, Elizabeth, dio a luz a su segundo hijo, Hansel, el 12 de septiembre de 2007. Ramírez disfruta de la música reggae y disc jockear. También le gusta escuchar merengue y bachata. Sus dos artistas favoritos son Don Omar y 50 Cent Dato curioso el 6 de abril del año 2024 Hanley Ramirez fue a una discoteca popular en la República Dominicana y gasto 2MM de dólares.